# Stara Niedziałka
Stara Niedziałka – wieś sołecka w Polsce położona w województwie mazowieckim, w powiecie mińskim, w gminie Mińsk Mazowiecki.
| SIMC    | Nazwa              | Rodzaj    |
| ------- | ------------------ | --------- |
| 0681939 | Kolonia Niedziałka | część wsi |
| 0681945 | Natolin            | część wsi |

## Opis
W latach 1975–1998 miejscowość administracyjnie należała do województwa siedleckiego.
Bardzo długa ulicówka na północ od Mińska Mazowieckiego w ciągu ul. Przemysłowej. Jest tu szkoła podstawowa.
Wieś szlachecka Niedziałka położona była w drugiej połowie XVI wieku w powiecie garwolińskim ziemi czerskiej województwa mazowieckiego.
Na terenie miejscowości znajduje się utworzona w 1929 roku jednostka Ochotniczej Straży Pożarnej (typ S1).
Na jej terenie znajduje się także dwór murowany z XIX, który wraz z przylegającym parkiem krajobrazom objęty jest ochroną konserwatorską jako zabytek. Do rejestru został wpisany w roku 1983 pod Nr rej. 332/83. Został zbudowany na planie prostokąta, przekryty dachem dwuspadowym. Wejście znajduje się w niezabudowanym ganku, pod prostokątną bryłą małego piętra o dachu dwuspadowym, z kalenicą prostopadłą do głównej kalenicy dachu. W latach 1955–2001 mieściła się tu szkoła podstawowa.
W miejscowości ma źródła rzeka Długa.
Wierni Kościoła rzymskokatolickiego należą do parafii Narodzenia Najświętszej Maryi Panny w Mińsku Mazowieckim.